# Markovići, Budva
Markovići este un sat din comuna Budva, Muntenegru. Conform datelor de la recensământul din 2003, localitatea are 94 de locuitori (la recensământul din 1991 erau 29 de locuitori).

## Demografie
În satul Markovići locuiesc 62 de persoane adulte, iar vârsta medie a populației este de 33,3 de ani (34,7 la bărbați și 31,8 la femei). În localitate sunt 28 de gospodării, iar numărul mediu de membri în gospodărie este de 3,29.
Populația localității este foarte eterogenă.
|  |

| Demografie | Demografie | Demografie |
| An         | Locuitori  | Locuitori  |
| ---------- | ---------- | ---------- |
|            |            |            |
|            |            |            |
|            |            |            |
|            |            |            |
| 1948       | 85         |            |
| 1953       | 88         |            |
| 1961       | 90         |            |
| 1971       | 42         |            |
| 1981       | 12         |            |
| 1991       | 29         | 29         |
| 2003       | 92         | 94         |

| \| Componența etnică conform recensământului din 2003[2] \| Componența etnică conform recensământului din 2003[2] \| Componența etnică conform recensământului din 2003[2] \| Componența etnică conform recensământului din 2003[2] \| Componența etnică conform recensământului din 2003[2] \| \| ----------------------------------------------------- \| ----------------------------------------------------- \| ----------------------------------------------------- \| ----------------------------------------------------- \| ----------------------------------------------------- \| \| \| \| \| \| \| \| Muntenegreni \| Muntenegreni \| \| 33 \| 35,1% \| \| Sârbi \| Sârbi \| \| 24 \| 25,53% \| \| Romi \| Romi \| \| 11 \| 11,7% \| \| Iugoslavi \| Iugoslavi \| \| 2 \| 2,12% \| \| Croați \| Croați \| \| 1 \| 1,06% \| \| Rusi \| Rusi \| \| 1 \| 1,06% \| \| necunoscută \| necunoscută \| \| 21 \| 22,34% \| |              |  |    |        |
| Componența etnică conform recensământului din 2003 |              |  |    |        |
| |              |  |    |        |
| Muntenegreni | Muntenegreni |  | 33 | 35,1%  |
| Sârbi | Sârbi        |  | 24 | 25,53% |
| Romi | Romi         |  | 11 | 11,7%  |
| Iugoslavi | Iugoslavi    |  | 2  | 2,12%  |
| Croați | Croați       |  | 1  | 1,06%  |
| Rusi | Rusi         |  | 1  | 1,06%  |
| necunoscută | necunoscută  |  | 21 | 22,34% |